# Звірина печера
Звірина (рос. Звериная) — печера на Алтаї, Республіка Алтай, Росія.  Загальна протяжність — 25 м. Глибина печери — N/A м, амплітуда висот — 3 м; загальна площа — N/A м²; об'єм — N/A м³.  Печера відноситься до Центрально-Алтайської області Алтайської провінції Алтай-Саянської спелеологічної країни. Кадастровий номер 5027/8531-4.